# Rotrou II di Perche
Rotrou II di Perche (1025 circa – 1080) conte e visconte di Châteaudun dal 1044 fino alla sua morte.

## Biografia
Rotrou de Chateaudun di Mortagne figlio di Geoffroy di Perche (Signori di Gallardon), visconte di Châteaudun e Helvise of Montagne.
Nato intorno al 1025 (secondo il libro Histoire des comtes du Perche de la famille des Rotrou, al momento della morte del padre (1040) aveva 14 o 15 anni). Fu menzionato per la prima volta nello statuto, datato 1031/32. Sposa Adele/Adelise figlia di Guerino di Domfront.
Alla morte di Goffredo II, suo figlio maggiore Ugo divenne visconte di Châteaudun, mentre Rotrou probabilmente ereditò gli interessi familiari intorno a Nogent-le-Rotrou. Dopo la morte del fratello, concentrò le terre di famiglia e, alla fine degli anni 1050, fu conte, con un centro di potere intorno a Mortagne. Questi domini settentrionali probabilmente gli vennero da sua moglie, Adelise de Domfront, come parte di un insediamento che divise l'eredità Bellême tra sua cugina Mabel, che sposò Roger de Montgomery, e Adelise.
Nel 1058 ricevette il titolo di conte nella signoria di Mortan (conte di Mauritania).Fece diverse donazioni all' Abbazia di Saint-Vincent di Le Mans e all' Abbazia di Saint-Denis di Nogent-le-Rotrou. Per vendicare l'assassinio di suo padre, attaccò il vescovo Diederik di Chartres, un'azione per la quale fu brevemente scomunicato.
Rotrou morì intorno al 1080. Gli successe come conte di Perche il figlio Goffredo I di Perche e il figlio Ugo III visconte di Châteaudun.

## Discendenza
Rotrou sposò Adelise, figlia di Lord Guerisius di Domfront. Ebbero i seguenti figli:
- Goffredo I di Perche († 1100), conte di Perche e Mortagne,[13] padre di Rotrou III di Perche.
- Ugo III († 1110), visconte di Châteaudun[14]
- Rotrou († 1144), signore di Montfort-le-Rotrou[15]
- Fulco (morto dopo il 1078)
- Helvise/Elviza (morto dopo il 1078)
- Ebbe anche un figlio illegittimo, Robert (morto dopo il 1095), soprannominato Manda Guerra.